# Săvinești
Săvinești is een Roemeense gemeente in het district Neamț.
Săvinești telt 6608 inwoners.